# Кирзнер, Игорь Михайлович
Игорь Михайлович Кирзнер (укр. Ігор Михайлович Кірзнер, р. 03.03.1964) — украинский шашист (международные шашки), тренер, международный гроссмейстер (1999), мастер спорта Украины международного класса (1997). Бронзовый призёр Чемпионата мира по международным шашкам в молниеносной программе (2007). Бронзовый призёр чемпионата мира по быстрым шашкам в составе сборной Украины (2015). Многократный участник чемпионатов мира и Европы. Бронзовый призёр Чемпионата Европы 2006 года в составе сборной Украины. Четырёхкратный чемпион Украины в классических международных шашках (1995, 1998, 1999, 2005), двукратный чемпион Украины в молниеносных международных шашках (2014, 2015).
В составе шашечного клуба ТНК-ВР (Ижевск) серебряный призёр Чемпионата России по международным шашкам среди клубных команд (2005 год, молниеносная игра).
Представлял также Болгарию.

## Достижения на Чемпионате Украины по международным шашкам
| Классические | Быстрые | Блиц (молниеносные) |
| --- | --- | --- |
| \| - Луганск 1989 - Харьков 1990 - Красноград 1991 - Симферополь 1994 - Ровно 1995 - Днепропетровск 1997 - Симферополь 1998 - Симферополь 1999 - Симферополь 2000 \| - Белая Церковь 2002 - Одесса 2004 - Днепродзержинск 2005 - Запорожье 2007 - Запорожье 2008 - Харьков 2009 - Ивано-Франковск 2011 - Запорожье 2013 - Белая Церковь 2015[3] \| | - Ивано-Франковск 2011 - Белая Церковь 2012 - Белая Церковь 2015 | - Белая Церковь 2002 - Полтава 2010 - Ивано-Франковск 2011 - Белая Церковь 2012 - Запорожье 2013 - Белая Церковь 2014 - Белая Церковь 2015 |
| - Луганск 1989 - Харьков 1990 - Красноград 1991 - Симферополь 1994 - Ровно 1995 - Днепропетровск 1997 - Симферополь 1998 - Симферополь 1999 - Симферополь 2000 | - Белая Церковь 2002 - Одесса 2004 - Днепродзержинск 2005 - Запорожье 2007 - Запорожье 2008 - Харьков 2009 - Ивано-Франковск 2011 - Запорожье 2013 - Белая Церковь 2015 | |

## Тренер
Игорь Кирзнер является тренером-преподавателем высшей категории в ДЮСШ № 8 и спортивном клубе «Мотор Сич» города Запорожье с 1985 года.
Среди воспитанников Игоря Кирзнера:
- Людмила Литвиненко — чемпионка мира в блице (2012, в составе команды), обладатель Кубка Европы 2008
- Дарья Ткаченко — обладатель Кубка Европы 2007
- Анна Дмитренко — чемпион мира среди юниоров (2013, 2014)
- Денис Меженин — чемпион мира среди юниоров (2013), чемпион Европы среди юниоров (2012, 2013).[7][8]
- Егор Бобков — серебряный призёр в программе классической игры среди юниоров на молодёжном чемпионате Европы по шашкам-100)[9]